# Jaws of Death
Jaws of Death: Es el segundo álbum de Primal Fear, este álbum es mucho más pesado, y técnico que su antecesor 1998 Primal Fear, la lírica nos lleva a un mundo de batallas épicas, aventuras misteriosas, hechicería, y el tiempo de la inquisición. la recepción del álbum por, parte de los fanes fue bien acogida.
Lista de canciones: 
1. . Jaws of Death
2. . Final Embrace
3. . Save a Prayer
4. . Church of Blood
5. . Into the Future
6. . Under your Spell
7. . Play to Kill
8. . Nation in Fear
9. . When the Night Comes
10. . Fight to survive
11. . Hatred in my Soul
12. . Kill the King

- Datos: Q1940831